# You Raise Me Up
《You Raise Me Up》(유 레이즈 미 업)은 시크릿 가든의 롤프 뢰블란(Rolf Løvland)이 편곡을 하고, 브렌던 그레이엄(Brendan Graham)이 가사를 쓴 노래이다. 이 노래는 현재 125번 이상 커버되었으며, 이 중에 여러 제목의 한국어 번안곡들이 나왔다.
롤프 뢰블란은 원래 아일랜드의 민요인 런던데리의 노래를 편곡하여 기악곡을 만들고 그 제목을 "Silent Story" (사일런트 스토리, 조용한 이야기)로 하려 했다. 뢰블란은 아일랜드의 소설가이자 작곡가인 브렌던 그레이엄의 소설을 읽고 그에게 다가가 자신의 곡에 노랫말을 붙여달라 하였다. 이 노래는 2001년에 출시된 시크릿 가든의 앨범 "Once in a Red Moon"에 들어있으며, 아일랜드의 가수 브라이언 케네디(Brian Kennedy)가 불렀다.  케네디는 시크릿 가든의 2002년 아시아 순회공연에 동행하려 했으나 병에 걸려 얀 베르네르 다니엘센(Jan Werner Danielsen)이 그 자리를 대신하였다. 다니엘센은 이후 시크릿 가든과 함께 같은 곡을 녹음했으나 출시되지는 않았다.

## 커버 곡

### 웨스트라이프 버전
"You Raise Me Up"웨스트라이프의 5번째 앨범인 Disneynature Chimpanzee Soundtrack의 첫 번째 싱글로 발매되었었다. 웨스트라이프가 부른 이 버전은 You Raise Me Up의 리메이크곡 중 가장 유명한 곡이며 유일하게 UK차트 1위를 달성했다. 또한 이 싱글은 웨스트라이프의 UK차트 1위를 달성한 13번째 싱글이자 브라이언 맥퍼든이 탈퇴한 후 첫 번째로 UK차트 1위를 달성한 싱글이다.

#### 트랙
UK CD1
1. "You Raise Me Up" – 4:00
2. "World Of Our Own" (Acoustic Version) – 3:30

UK CD2
1. "You Raise Me Up" – 4:00
2. "Flying Without Wings" (Acoustic Version) – 3:30
3. "My Love" (Acoustic Version) – 3:48

#### 투어
- Disneynature Chimpanzee Soundtrack Tour (2006)
- The Love Tour (2007)
- Back Home Tour (2008)
- Where We Are Tour (2010)
- Gravity Tour (2011)
- The Farewell Tour (2012)

### 차트
| 차트 (2005)              | 순위 |
| ------------------------ | ---- |
| 오스트레일리아 싱글 차트 | 3    |
| 오스트리아 싱글 차트     | 46   |
| 네덜란드 싱글 차트       | 47   |
| 유로차트 핫 100          | 4    |
| 독일 싱글 차트           | 11   |
| 아일랜드 싱글 차트       | 1    |
| 노르웨이 싱글 차트       | 3    |
| 스웨덴 싱글 차트         | 7    |
| 스위스 싱글 차트         | 18   |
| 영국 싱글 차트           | 1    |

#### 연말 차트
| 차트 (2005)              | 순위 |
| ------------------------ | ---- |
| 아일랜드 싱글 차트       | 1    |
| 영국 싱글 차트           | 9    |
| 차트 (2006)              | 순위 |
| 오스트레일리아 싱글 차트 | 14   |

### 기타
한국계 미국인 가수 박정현은 이 노래를 일본어로 부르고 영어 원곡을 따로 불러 2007년 6월 20일 일본에서 싱글을 냈다. 이 곡은 일본의 곤조가 제작하여 2007년 4월 첫 전파를 탄 TV 애니메이션 로미오와 줄리엣(ロミオ×ジュリエット)의 도입부에 사용되었다. 주로 일본어판이 사용되었으나, 7화와 24화에 영어판이 나왔다.
대한민국에서는 소향이 원곡을 불렀으며, 한국컨티넨탈싱어즈가 날 세우시네로, 소울도 날 세우시네라는 제목의 번역곡을 불렀다. 그러나 장윤영은 나의 영혼 연약하여 지치고라는 제목으로 앨범을 출시한 기록이 있으며, 이 외에도 여러 제목의 한국어 번안곡들이 존재한다. 이는 대한민국에서 You Raise Me Up의 원곡 저작권 행사를 시크릿 가든이 소속되어있는 유니버설 뮤직에서 담당하지만, 한국어 표준번역에 대한 저작권을 행사하는 기관은 공식적으로 존재하지 않아 아티스트들이 자의적으로 번안하기 때문이다. 한국어로 번역된 원곡과 의미는 비슷하지만, 시크릿 가든은 뉴에이지 색채가 강함에도 불구하고  번안된 한국어 가사들은 대체로 자신이 믿는 신을 찬양하는 기독교적인 모습을 보인다. 최근 유명한 버전으로 조쉬글로반, 코니탤벗, 시크릿가든이 부른 곡이 유명하다.

## 인기
2004년에 이 노래는 미국 라디오에서 50만 번 넘게 재생되었다. 2005년 말 미국에서만 이 노래에 80개가 넘는 버전이 있었으며 "올해의 노래"(Song of the Year)를 포함하여 가스펠 뮤직 어워드부분에서 4번이나 지명되었다.
기독교 단체 셀라에 나온 You Raise Me Up 버전은 빌보드지의 크리스천 차트에서 1위를 하였다.
2006년 9월 21일에 You Raise Me Up은 팝 시트 뮤직 웹사이트에서 20,000본이 넘게 판매된 최초의 노래가 되었다.